# 食物及衞生局
食物及衞生局（簡稱食衞局，縮寫：FHB）是香港特別行政區政府於2007年決策局重組中成立的決策局，由原衞生福利及食物局分拆而成，於同年7月1日正式運作。根據政府架構調整，該局主要統籌食物安全政策、環境衞生管理及公共健康事務，並監督相關法定機構運作。其局長按慣例兼任東華三院顧問局當然委員，而常任秘書長（衞生）則依職權擔任醫院管理局大會及精神健康諮詢委員會成員。
隨着2022年第六屆香港政府改組決策架構，該局原有職能於同年7月1日起分拆移交新設立的醫務衞生局（主管醫療政策及公共衞生）與環境及生態局（接管食物安全及環境衞生事務），食物及衞生局至此結束運作。末任局長陳肇始為香港大學護理學教授出身，任內推動多項基層醫療改革及抗疫措施。

## 歷史
- 1997年7月1日，衞生福利局成立。
- 2000年1月1日，環境食物局成立。
- 2002年7月1日，衞生福利及食物局成立，由衞生福利局及環境食物局合併而成。
- 2007年7月1日，改組為食物及衞生局。

## 下設部門和公營機構
- 漁農自然護理署
- 香港吸煙與健康委員會
- 衞生署
- 醫院管理局
- 食物環境衞生署
- 蔬菜統營處
- 政府化驗所
- 魚類統營處

## 歷任局長

### 1973年－1983年
| №          | 官員                 | 就任日期      | 離任日期      |
| 社會事務司 |                      |               |               |
| 1          | 李福逑 Li Fook-kow   | 1973年9月13日 | 1977年4月11日 |
| 2          | 何鴻鑾 Peter Eric Ho | 1977年4月12日 | 1983年2月6日  |

### 1983年－1997年
| №                                                      | 官員                                                   | 就任日期                                               | 離任日期                                               | №                                    | 官員                                 | 就任日期                             | 離任日期                             |
| 文康市政司（市政衞生事務）                             | 文康市政司（市政衞生事務）                             | 文康市政司（市政衞生事務）                             | 文康市政司（市政衞生事務）                             | 衞生福利司（醫療衛生及環境衞生事務） | 衞生福利司（醫療衛生及環境衞生事務） | 衞生福利司（醫療衛生及環境衞生事務） | 衞生福利司（醫療衛生及環境衞生事務） |
| 1                                                      | 班禮士 Graham Barnes                                   | 1985年4月1日                                           | 1986年8月19日                                          | 1                                    | 程慶禮 Henry Ching                   | 1983年5月2日                         | 1984年11月30日                       |
| 2                                                      | 徐淦 Augustine Chui                                    | 1986年8月20日                                          | 1989年8月31日                                          | 2                                    | 湛保庶 J. W. Chambers                | 1984年12月1日                        | 1988年9月30日                        |
| 1989年後市政衞生工作復歸市政總署及區域市政總署自行管轄 | 1989年後市政衞生工作復歸市政總署及區域市政總署自行管轄 | 1989年後市政衞生工作復歸市政總署及區域市政總署自行管轄 | 1989年後市政衞生工作復歸市政總署及區域市政總署自行管轄 | 3                                    | 周德熙 Brian Chau                    | 1988年10月1日                        | 1990年1月1日                         |
| 1989年後市政衞生工作復歸市政總署及區域市政總署自行管轄 | 1989年後市政衞生工作復歸市政總署及區域市政總署自行管轄 | 1989年後市政衞生工作復歸市政總署及區域市政總署自行管轄 | 1989年後市政衞生工作復歸市政總署及區域市政總署自行管轄 | 4                                    | 黃錢其濂 Elizabeth Wong              | 1990年1月2日                         | 1994年8月31日                        |
| 1989年後市政衞生工作復歸市政總署及區域市政總署自行管轄 | 1989年後市政衞生工作復歸市政總署及區域市政總署自行管轄 | 1989年後市政衞生工作復歸市政總署及區域市政總署自行管轄 | 1989年後市政衞生工作復歸市政總署及區域市政總署自行管轄 | 5                                    | 霍羅兆貞 Katherine Fok               | 1994年9月1日                         | 1997年6月30日                        |

### 1997年－2002年
| №                              | 官員                           | 就任日期                       | 離任日期                       | №                          | 官員                       | 就任日期                   | 離任日期                   |
| 環境食物局局長（食物安全事務） | 環境食物局局長（食物安全事務） | 環境食物局局長（食物安全事務） | 環境食物局局長（食物安全事務） | 衞生福利局局長（衞生事務） | 衞生福利局局長（衞生事務） | 衞生福利局局長（衞生事務） | 衞生福利局局長（衞生事務） |
| 1                              | 任關佩英 Lily Yam              | 2000年1月1日                   | 2002年6月30日                  | 1                          | 霍羅兆貞 Katherine Fok     | 1997年7月1日               | 1999年9月19日              |
|                                |                                |                                |                                | 2                          | 楊永強 Yeoh Eng-kiong      | 1999年9月20日              | 2002年6月30日              |

### 2002年－2007年
| №                    | 官員                  | 就任日期       | 離任日期       |
| 衞生福利及食物局局長 |                       |                |                |
| 1                    | 楊永強 Yeoh Eng-kiong | 2002年7月1日   | 2004年10月11日 |
| 2                    | 周一嶽 York Chow      | 2004年10月12日 | 2007年6月30日  |

### 2007年－2022年
| №                | 官員               | 就任日期     | 離任日期      |
| 食物及衞生局局長 |                    |              |               |
| 1                | 周一嶽 York Chow   | 2007年7月1日 | 2012年6月30日 |
| 2                | 高永文 Ko Wing-man | 2012年7月1日 | 2017年6月30日 |
| 3                | 陳肇始 Sophia Chan | 2017年7月1日 | 2022年6月30日 |

## 歷任副局長及常任秘書長

### 食物及衞生局副局長（2008年至2022年）
| № | 官員                 | 就任日期      | 離任日期      |
| 1 | 梁卓偉 Gabriel Leung | 2008年9月18日 | 2011年9月29日 |
| 2 | 陳肇始 Sophia Chan   | 2012年11月1日 | 2017年6月30日 |
| 3 | 徐德義 Chui Tak-yi   | 2017年8月7日  | 2022年6月30日 |

### 食物及衞生局常任秘書長（2007年至2022年）
| №                              | 官員                           | 就任日期                       | 離任日期                       | №                              | 官員                           | 就任日期                       | 離任日期                       |
| 食物及衞生局常任秘書長（食物） | 食物及衞生局常任秘書長（食物） | 食物及衞生局常任秘書長（食物） | 食物及衞生局常任秘書長（食物） | 食物及衞生局常任秘書長（衛生） | 食物及衞生局常任秘書長（衛生） | 食物及衞生局常任秘書長（衛生） | 食物及衞生局常任秘書長（衛生） |
| 1                              | 孔郭惠清 Stella Hung           | 2007年7月1日                   | 2010年4月30日                  | 1                              | 李淑儀 Sandra Birch Lee        | 2007年7月1日                   | 2011年9月8日                   |
| 2                              | 黎陳芷娟 Marion Lai            | 2010年4月30日                  | 2015年1月18日                  | 2                              | 袁銘輝 Richard Yuen            | 2011年9月9日                   | 2016年7月5日                   |
| 3                              | 謝凌潔貞 Cherry Tse            | 2015年1月19日                  | 2018年4月22日                  | 3                              | 聶德權 Patrick Nip             | 2016年7月6日                   | 2017年6月30日                  |
| 4                              | 容偉雄 Philip Yung             | 2018年4月23日                  | 2021年2月22日                  | 4                              | 謝曼怡 Elizabeth Tse           | 2017年7月24日                  | 2020年6月4日                   |
| 5                              | 劉利群 Vivian Lau              | 2021年2月23日                  | 2022年6月30日                  | 5                              | 陳松青 Thomas Chan             | 2020年6月5日                   | 2022年6月30日                  |

## 歷任局長政治助理
- 陳智遠（2008年10月13日—2012年6月30日）
- 陳凱欣（2012年12月1日—2017年6月30日）
- 鄭守崗（2017年11月6日—2022年6月30日）

## 外部連結
- 香港特別行政區政府 食物及衞生局 （页面存档备份，存于） 官方网站

| 新頭銜                        | 英屬香港社會事務司 · 1983年2月1日起改稱衞生福利司 | 繼任： · 英屬香港衞生福利司   |
| 前任： · 英屬香港衞生福利司   | 香港環境食物局                                    | 繼任： · 香港衞生福利及食物局 |
| 前任： · 英屬香港衞生福利司   | 香港衞生福利局                                    | 繼任： · 香港衞生福利及食物局 |
| 前任： · 香港環境食物局       | 香港衞生福利及食物局                              | 繼任： · 香港食物及衞生局     |
| 前任： · 香港衞生福利局       | 香港衞生福利及食物局                              | 繼任： · 香港食物及衞生局     |
| 前任： · 香港衞生福利及食物局 | 香港食物及衞生局                                  | 繼任： · 香港醫務衞生局       |